# Nikołaj Kotowicz
Nikołaj Iwanowicz Kotowicz, ros. Николай Иванович Котович (ur. 25 grudnia 1875 r. w Wilnie, zm. 8 maja 1934 r. w Brześciu nad Bugiem) – rosyjski architekt, a następnie działacz narodowy w II Rzeczypospolitej

## Życiorys
W 1894 r. ukończył jedno z wileńskich gimnazjów, zaś w 1899 r. instytut inżynierski w Sankt Petersburgu. Otrzymał pracę jako inżynier w ministerstwie spraw wewnętrznych. Od 1903 r. pracował w zarządzie miejskim Sankt Petersburga. Jednocześnie był architektem-inżynierem w centralnym kierownictwie Stowarzyszenia Przyjaciół Narodu i Stowarzyszenia Kredytu Wzajemnego Okręgu Petersburskiego. Zaprojektował wiele budynków w mieście, w tym teatry i kinoteatry, a także lotnisko imperatorskiego aeroklubu wszechrosyjskiego. Następnie zamieszkał we wsi Wyrica pod Gatczyną, gdzie zaprojektował chram. Działał w miejscowych organizacjach społeczno-kulturalnych. Po rewolucji bolszewickiej 1917 r. był kilkakrotnie aresztowany przez CzeKa. Na pocz. stycznia 1921 r. przybył do Kazania, gdzie objął funkcję wykładowcy w miejscowej politechnice. Na pocz. 1922 r. wyjechał do Polski, osiedlając się w Pińsku. Założył wkrótce biuro budowlano-geodezyjne. W kolejnych latach zaprojektował wiele budynków w mieście. Jednocześnie zaangażował się w działalność rosyjskiego ruchu narodowego. W 1922 r. założył piński oddział Bojowej Organizacji gen. Aleksandra P. Kutiepowa. Od 1924 r. działał w Rosyjskim Związku Ogólnowojskowym (ROWS). W 1925 r. objął przewodnictwo pińskiego oddziału Rosyjskiego Komitetu Dobroczynnego. Współuczestniczył w wywiadowczej grze sowieckich służb specjalnych z białą emigracją rosyjską pod kryptonimem „Trust”. W 1928 r. brał czynny udział w agitacji przed kampanią wyborczą do parlamentu. W tym samym roku przeniósł się do Brześcia nad Bugiem, gdzie założył kolejny oddział Bojowej Organizacji gen. A. P. Kutiepowa. Jednakże z powodu defraudacji pieniędzy został z niej wyrzucony. Następnie wybrano go miejskim architektem, ale rok później z powodu choroby musiał zrezygnować. Od poł. 1929 r. pracował w firmie handlowej, zaś w 1930 r. założył własną firmę budowlaną. Zdążył zaprojektować kilka budynków w mieście.